# فوكوشيما ماسانوري
فوكوشيما ماسانوري (باليابانية: 福島正則؛ بالكانا: ふくしま まさのり) هو ساموراي ياباني، ولد في 1561، وتوفي في 26 أغسطس 1624 بسبب مرض.